# Столбова, Ольга Валерьевна
О́льга Вале́рьевна Столбо́ва (род. 6 апреля 1947) — советский и российский лингвист. Доктор филологических наук (1998). А. Ю. Милитарёв считает её «одним из крупнейших в мире специалистов по чадским языкам». Главный научный сотрудник ИВ РАН. Автор более ста статей и четырёх монографий на русском и английском языках. Представитель Московской школы лингвистической компаративистики.

## Биография
Родилась 6 апреля 1947 года. Окончила ОТиПЛ в 1970 году. В 1977 году (или 18 июля 1979) защитила кандидатскую диссертацию —  «Сравнительно-историческая фонетика западночадских языков», в 1998 году докторскую — «Исследование по сравнительно-исторической фонетике и лексике чадских языков». В 1971—1976 годах научный сотрудник МГПИИЯ имени М. Тореза, в 1972—1995 годах (или по 1996) работала в Секторе африканских языков ИЯ РАН, с 1996 — в ИВ РАН.
В рамках программы «Эволюция человеческого языка» (англ. Evolution of Human Languages) под эгидой Института Санта-Фе занимается реконструкцией праафразийского языка.